# رود كار
رود كار (بالإنجليزية: Rod Carr)‏ (9 أكتوبر 1968 - ) هو ملاكم أسترالي، صنّف ضمن فئة وزن الكروزر (ملاكمة) والوزن المتوسط السوبر ‏ والوزن الثقيل الخفيف ‏.

## إحصائيات
خاض خلال مسيرته 23 نزالا، تعادل في 3 .

## روابط خارجية
- رود كار على موقع بوكس ريك (الإنجليزية) (registration required)